# 会泽湖广会馆
会泽湖广会馆，又称寿佛寺、寿福寺、东岳宫，位于中国云南省会泽县古城街道宝善街11号，是湖广籍同乡在会泽所建会馆，始建于明代，清乾隆三十六年（1771年）重修。是会泽现存会馆中最大的一座，占地面积8,474平方米，建筑面积3,128平方米，坐南朝北，由门楼、禹王宫、东岳宫、寿佛殿、娘娘殿等建筑组成。1998年11月13日公布为第五批云南省文物保护单位。2006年5月25日作为“会泽会馆”之一公布为第六批全国重点文物保护单位。